# Мухаммад Аргунский
Мухаммад (Магомед) Гулуев, наиболее известен как Мухаммад Аргунский (род. 25 ноября 1977 года, Аргун, ЧИАССР — 7 января 2002 года, там же, ЧР) — чеченский религиозный и военный деятель, исламский учёный-алим, проповедник, хафиз Корана, один из амиров (руководителей) Аргунского джамаата. Участник вторжения в Дагестан и второй чеченской войны.

## Биография
Мухаммад Гулуев (известный как Мухаммад Аргунский) родился 25 ноября в 1977 году в городе Аргун Чечено-Ингушской ССР. Получил исламское образование у президента ЧРИ шейха Абдул-Халима Садулаева, который тоже был жителем Аргуна.
Он был одним из самых известных исламских алимов (ученых), проповедников и чтецов Корана межвоенного времени в Чечне. По свидетельству очевидцев, люди плакали на его проповедях из-за его красноречия и красивого чтения Корана.

М. Аргунский 1999 г. Дагестан

Его родители происходили из Ца-Ведено. Он был самым младшим ребенком в семье. Его интерес к исламским наукам появился еще в юном возрасте. В 9 лет он стал хафизом, выучив Коран наизусть. Обучался у будущего президента ЧРИ Абдул-Халима Садулаева.
Будучи в молодом возрасте, он регулярно проповедовал в Аргунской мечети и ездил с проповедями в другие места Чеченской Республики.
По некоторыми данным, он был одним из ведущих членов Аргунского джамаата и заместителей Хаттаба.
Мухаммад погиб в бою в родном Аргуне 7 января 2002 года. На момент гибели Гулуеву было 24 года. Вместе с ним погиб командир Аргунского сектора Исмаил Эскиев, который подружился с ним во время посещений мечети.
Российские военные были удивлены из-за внешнего вида Мухаммада, который не был похож на окоченевший труп. Отец долго пытался заполучить тело Мухаммада, через некоторое время ему выдали тело.

## Лекции
на чеченском языке
- Ялсмани;
- Т1емаьхь лаьцна;
- Валар и др[15].